# (13024) Conradferdinand
(13024) Conradferdinand (1989 AJ6) – planetoida z grupy pasa głównego asteroid okrążająca Słońce w ciągu 3,71 lat w średniej odległości 2,4 j.a. Odkryta 11 stycznia 1989 roku.